# دومينيك روسيل
دومينيك روسيل هو لاعب هوكي الجليد كندي، ولد في 22 فبراير 1970 في غاتينو في كندا.

## وصلات خارجية
- دومينيك روسيل على موقع دوري الهوكي الوطني (الإنجليزية)
- دومينيك روسيل على موقع قاعة مشاهير الهوكي (لاعب أن.إتش.أل) (الإنجليزية)
- دومينيك روسيل على موقع EliteProspects.com (الإنجليزية)
- دومينيك روسيل على موقع Eurohockey.com (الإنجليزية)
- دومينيك روسيل على موقع HockeyDB.com (الإنجليزية)
- دومينيك روسيل على موقع Hockey-Reference.com (الإنجليزية)